# Borderlands 2
Borderlands 2 là video game hành động nhập vai, bắn súng góc nhìn thứ nhất được phát triển bởi Gearbox Software và được xuất bản bởi 2K Games. Đây là phần tiếp theo của Borderlands năm 2009 và được phát hành cho Microsoft Windows, PlayStation 3 và Xbox 360. Như với trò chơi đầu tiên, trong Borderlands 2 người chơi hoàn thành một chiến dịch bao gồm nhiệm vụ trung tâm và các nhiệm vụ phụ tùy chọn là một trong bốn thợ săn tiền thưởng trên hành tinh Pandora. Tính năng gameplay chính từ trò chơi gốc, chẳng hạn như chế độ hợp tác trực tuyến, loot tạo ngẫu nhiên, chẳng hạn như vũ khí và lá chắn; và các yếu tố xây dựng nhân vật thường được tìm thấy trong video game nhập vai cũng có mặt trong Borderlands 2.
Trò chơi khi được phát hành vào ngày 18 tháng 9 năm 2012 đã nhận nhiều lời khen ngợi. Nội dung tải về cho trò chơi cũng đã được phát hành sau đó.

## Lối chơi
Borderlands 2 được xây dựng dựa trên các yếu tố gameplay được giới thiệu trong người tiền nhiệm của nó, Borderlands. Đây là một game bắn súng góc nhìn thứ nhất bao gồm các yếu tố được tìm thấy trong các game nhập vai, dẫn đến việc Gearbox gọi nó là một trò chơi bắn súng nhập vai." Vào lúc bắt đầu của trò chơi, người chơi chọn một trong bốn nhân vật mới, đều có một kỹ năng đặc biệt độc đáo và thành thạo với các vũ khí nhất định . Sau đó, người chơi sẽ nhận các nhiệm vụ thông qua các nhân vật không chơi được hoặc bảng tiền thưởng, với mỗi nhiệm vụ thường khen thưởng người chơi với điểm kinh nghiệm, tiền và đôi khi một item phần thưởng. Người chơi kiếm được điểm kinh nghiệm bằng cách tiêu diệt kẻ thù và hoàn thành những thách thức trong trò chơi (chẳng hạn như tiêu diệt một số lượng mục tiêu nhất định bằng cách sử dụng một loại hình vũ khí cụ thể). Khi nhân vật được thăng cấp khi đạt được mức độ kinh nghiệm nhất định, người chơi có thể đặt điểm kỹ năng vào một cây kỹ năng có ba chuyên ngành riêng biệt của các nhân vật . Như với trò chơi đầu tiên, Borderlands 2 sở hữu hệ thống loot mà trong đó vũ khí và thiết bị đánh rơi bởi kẻ thù, được tìm thấy trong tủ hoặc được cung cấp thông qua các nhiệm vụ sẽ có các chỉ số được tạo ra ngẫu nhiên, ảnh hưởng đến các yếu tố như sát thương, độ chính xác, kích thước băng đạn và các hiệu ứng được thêm vào như thiệt hại nguyên tố. Randy Pitchford cũng lưu ý rằng hệ thống loot trong trò chơi đầu tiên tạo ra 17,75 triệu khẩu súng, cho rằng sự biến động trong Borderlands 2 là lớn hơn nhiều .
Tính năng lối chơi từ trò chơi gốc được quay trở lại bao gồm cây kỹ năng ba nhánh, mod của lớp nhân vật và chế độ chơi co-op trực tuyến bốn người chơi. Các tính năng mới bao gồm một hệ thống vũ khí mở rộng hơn và có thể tùy chỉnh, xe bốn chỗ ngồi và các yếu tố vật lý của phương tiện, và hệ thống nhiệm vụ năng động. Ví dụ, mất quá nhiều thời gian để cứu một người bạn trong một nhiệm vụ có thể dẫn đến cái chết của họ và sự thất bại của nhiệm vụ, ảnh hưởng đến câu chuyện như là người chơi tiến triển. Về mặt kỹ thuật, tất cả thế giới của trò chơi sẽ được kết nối với nhau, cho phép việc quan sát chính xác toàn thế giới từ một điểm nhất định thay vì "Skybox" của trò chơi đầu tiên .

## Khái niệm

### Thiết lập
Năm năm đã trôi qua kể từ sau các sự kiện của Borderlands, khi bốn Vault Hunters là Roland, Lilith, Mordecai và Brick được hướng dẫn bởi một thực thể bí ẩn được gọi là "The Guardian Angel" đến Vault và đương đầu với một thực thể ngoài hành tinh được biết đến như là "Destroyer". Sau khi Destroyer bị đánh bại, một loại khoáng chất có giá trị gọi là "Eridium" bắt đầu phát triển mạnh mẽ thông qua bề mặt hành tinh của Pandora. Handsome Jack, một thành viên của Hyperion Corporation, kiểm soát nguồn tài nguyên mới này và sử dụng nó để tiếp nhận công ty. Giờ dây, Handsome Jack cai trị các cư dân của Pandora với một bàn tay sắt bằng việc sử dụng một vệ tinh khổng lồ hình chữ "H"(H viết tắt cho Helios), luôn luôn nhìn thấy trên bầu trời ở phía trước của mặt trăng Pandora. Trong khi đó, tin đồn về một Vault thậm chí còn lớn hơn ẩn trên Pandora lan ra khắp vũ trụ, dẫn đường cho một nhóm Vault Hunters mới đến hành tinh để tìm kiếm nó.

### Cốt truyện
Trình tự mở đầu giới thiệu một nhóm bốn Vault Hunters mới, bị Handsome Jack dụ lên một tàu hỏa để bị phục kích bởi robot Hyperion và phá hủy con tàu, để mặc họ đến chết trong vùng hoang mạc đông lạnh. Sau khi thức dậy, các Vault Hunter còn sống sót được giải cứu bởi đơn vị Claptrap cuối cùng và được đưa đến nhà của nó. Guardian Angel liên lạc các thợ săn mới và giải thích rằng họ phải giúp đỡ và bảo vệ Claptrap trên đường đến Sanctuary, thủ đô của phong trào kháng chiến, Crimson Raiders. Sau khi được vũ trang, Vault Hunter tiến đến Liar's Berg và gặp gỡ Sir Hammerlock. Sau khi giúp đỡ Hammerlock, Vault Hunter giúp Claptrap lấy lại con tàu của nó từ Captain Flynt, kẻ đứng đầu băng tên cướp địa phương. Vault Hunter thành công trong việc đánh bại Flynt và cùng với Claptrap đi đến Sanctuary. Sau khi đến nơi, Vault Hunter có nhiệm vụ chứng minh giá trị của mình và được giới thiệu vào hàng ngũ của Crimson Raiders. Bước vào Sanctuary, Vault Hunter sau đó được giao nhiệm vụ giải cứu Roland, nhà lãnh đạo của Raiders. Một Echo giao tiếp từ một thợ săn tiền thưởng tên là "Firehawk" yêu cầu Vault Hunter gặp gỡ mình để cứu Roland. Sau khi chiến đấu thông qua nhiều băng cướp, Vault Hunter gặp Firehawk, người được tiết lộ là Lilith, một Vault Hunter trước đây. Do tiếp xúc với một số lượng lớn chất Eridium, Lilith trở nên mạnh mẽ hơn và được giao nhiệm vụ giữ chân các băng cướp địa phương để giúp Roland tập trung vào việc tổ chức kháng chiến. Lilith nói với Vault Hunter rằng một băng cướp đã bắt cóc Roland và lên kế hoạch bán ông cho Hyperion.
Tấn công pháo đài của băng cướp, Vault Hunter gặp được Roland nhưng người máy của Hyperion tấn công cơ sở và bắt giữ Roland. Đuổi theo bọn chúng, Vault Hunter giải cứu thành công Roland. Cùng với Lilith, cả nhóm quay lại Sanctuary để đánh giá lại tình hình. Nhận được thông tin rằng Vault Key sẽ được vận chuyển bằng một chuyến tàu địa phương, cả nhóm lên kế hoạch chặn con tàu lại. Gặp gỡ với cựu thợ săn Mordecai và cô bé tâm thần mồ côi 13 tuổi Tiny Tina, Vault Hunter thành công trong việc làm trật bánh con tàu. Sau khi đánh bại 1 Cyborg bảo vệ con tàu là Wilhelm, hóa ra chìa khóa chưa bao giờ ở trên con tàu, nhưng các Vault Hunter mang lõi năng lượng của Wilhelm về vì nó có thể có ích. Roland bảo các Vault Hunter cắm lõi năng lượng vào máy phát điện lá chắn của Sanctuary nhưng khi lõi năng lượng được cắm vào, Angel xin lỗi người chơi và tắt lá chắn. Handsome Jack tiết lộ rằng ông đã kiểm soát Angel ngay từ đầu, thậm chí thao túng các sự kiện của trò chơi đầu tiên để có được Vault Key. Sau khi thay đổi lộ trình năng lượng, Lilith sử dụng sức mạnh Siren của mình để kích hoạt tàu không gian bên dưới Sanctuary và dịch chuyển thành phố ra khỏi phạm vi tấn công của Handsome Jack. Sau khi kích hoạt lại trạm dịch chuyển của Sanctuary, người chơi gặp lại Roland.
Gặp lại Roland, kế hoạch của Handsome Jack được tiết lộ. Hắn ta muốn để mở một Vault thứ hai, có chứa một chiến binh mạnh mẽ được kiểm soát bởi bất cứ ai mở được Vault. Angel can thiệp cuộc hội thoại và nói với họ rằng cô ấy có thể giúp đỡ vì cô có trong tay Vault Key. Chìa khóa chỉ có thể được sử dụng một lần duy nhất sau 200 năm, nhưng Jack sử dụng Angel và Eridium để tăng tốc quá trình. Angel chỉ cho họ chỗ của chìa khóa, nhưng Hyperion đã tạo ra một hệ thống phòng thủ không thể xuyên thủng: một bức tường năng lượng mà chỉ có thể được vược qua bởi một người máy Hyperion, một bunker lớn với đủ vũ khí để phá hủy một hành tinh và một ổ khóa chỉ có thể được mở bằng giọng nói của Jack. Roland dự đoán được Claptrap có thể vượt qua máy quét và bảo Vault Hunter gặp lại Mordecai để có được một phần mềm nâng cấp cho Claptrap. Tuy nhiên Jack đã bắt cóc thú nuôi và bạn đồng hành của Mordecai là Bloodwing, và "slagged" con chim với một nguyên tố mới được tạo ra từ Eridum mà Jack đang được thử nghiệm. Jack giết Bloodwing, Mordecai thề sẽ trả thù, và nâng cấp cho Claptrap được thu hồi lại. Để tiêu diệt bunker, Roland nói với Vault Hunter rằng ông cần sự giúp đỡ của Slab King, vốn là thành viên của Raiders nhưng bị đuổi đi vì quá cực đoan. Tuy nhiên, người này nợ Roland một đặc ân, và sau khi được thu nạp vào Slab, Vault Hunter gặp King, người được tiết lộ là Brick. Nhiệm vụ cuối cùng liên quan đến việc Vault Hunter xâm nhập thành phố Opportunity và đánh cắp chữ ký DNA của Jacks từ người thế thân. Sau đó, Raiders mở cuộc tấn công Tháp Angel Core, với Roland đột nhập từ phía sau và Vault Hunter tấn công cơ sở chính. Vược qua "Death Wall", Vault Hunter đến chộ bunker, được tiết lộ là một robot phòng thủ tên "BNK-3R". Tiêu diệt được BNK-3R, Vault Hunter vượt qua hệ thống cuối cùng và tiến vào Angel Core.
Bên trong Angle Core, Angel tiết lộ rằng để kích hoạt chìa khóa thì cần phải có 1 Siren, và Siren đó chính là Angel. Sau khi phá hủy các máy bơm Eridium với sự giúp đỡ của Roland và Lilith, Angel đã hi sinh cùng và tiết lộ, Angel chính là con gái của Handsome Jack. Tuy nhiên, Handsome Jack tức giận dịch chuyển vào bên trong, giết Roland và đeo một vòng cổ kiểm soát vào Lilith. Chống lại sự kiểm soát, Lilith dịch chuyển Vault Hunter về lại Sanctuary và Raiders tập hợp lại. Raiders lên kế hoạch khám phá vị trí của Vault của Warrior và chặn đứng Jack. Tiến đến Hyperion Info Stockade, được xây dưng tại thị trấn Fyrestone ờ Arid Nexus Badland, Vault Hunter dò la ra được vị trí của Vault. Brick đánh cắp một tàu chiến lớn và Raiders tấn công Hero's Pass, vị trí của Vault. Brick và Mordecai bị bắn hạ và Vault Hunter tiến vào Vault một mình để đối mặt Jack. Sau một cuộc chiến ngắn với Jack, Jack kích hoạt chìa khóa và triệu tập Warrior, một con rồng khổng lồ bằng đá dung nham và ra lệnh giết Vault Hunter. Sau khi Vault Hunter đánh bại được Warrior, Jack cuối cùng bị giết. Brick và Mordecai đến nơi nay khi Lilith cố gắng phá hủy Vault Key, tuy nhiên cô lại vô tình kích hoạt một dữ liệu thông tin bí mật có chứa một bản đồ của vũ trụ với hàng trăm Vault được đánh dấu. Lilith nhận xét rằng "No rest for the wicked" trước khi màn hình dần chuyển sang màu đen.

### Nhân vật
Có năm nhân vật điều khiển được trong trò chơi.
Salvador là "gunzerker", có khả năng tương tự như Brick ở phần đầu, nhưng thay vì sử dụng sức mạnh cận chiến, Salvador có thể cầm hai tay bất kỳ loại súng nào . Kỹ năng của nhân vật này có thể nâng cấp để có thể ném nhiều lựu đạn cùng một lúc, hồi phục số lượng lớn máu và đạn dược, hoặc thu hút sự chú ý của kẻ thù.
Nhân vật thứ hai, một Siren tên Maya, có một khả năng gọi là Phaselock để giữ và làm bất động kẻ thù trong không trung và tương tự như Lilith của trò chơi đầu tiên. Khả năng của nhân vật xoay quanh các nguyên tố của trò chơi (lửa, điện, axit, chất nổ, và slag). Phaselock của cô có thể được nâng cấp để phát nổ khi thi triển hoặc thậm chí chuyển đổi kẻ thù thành đồng minh tạm thời. Maya là nhân vật cân bằng nhất game vì có thể áp dụng nhiều lối chơi (trừ đánh tay không), sử dụng hầu hết mọi loại súng và phát huy hiệu quả chúng. Trước chế độ Ultimate Vault Hunter, Maya gần như bất tử vì cô có khả năng phục hồi tốt nhất trong nhóm Vault Hunter.
Nhân vật thứ ba, Axton là một nhân vật đặc công sử dụng tháp súng để tiêu diệt kẻ thù của mình và giống như Roland trong khả năng. Trong khi hầu hết các khả năng của nhân vật hướng tới việc nâng cấp tháp súng, sức mạnh của chúng là khá cao. Tháp súng của Axton có thể được trang bị thêm súng, có thể phát nổ khi triển khai, hoặc dính vào các bức tường và trần nhà. Một cây kỹ năng cụ thể cho phép hai tháp pháo được triển khai cùng một lúc.
Nhân vật cuối cùng, Zer0, là một sát thủ có khả năng tạo ra một mồi nhử của mình và trở nên vô hình trong một thời gian ngắn. Vào cuối quá trình này, nhân vật này có thể gây sát thương lớn trên kẻ thù với kiếm hoặc súng. Zer0 thành thạo trong việc sử dụng súng bắn tỉa và súng lục và do đó tương tự như Mordecai, một trong những nhân vật có thể điều khiển được từ Borderlands "gốc". Kỹ năng của nhân vật có thể được nâng cấp với sự nhấn mạnh về bắn tỉa hoặc sử dụng khả năng Deception như là một phương pháp chính để gây sát thương cao. Ngoài khả năng bắn tỉa ra, Zer0 cũng là 1 ninja tiêu diệt mọi kẻ địch bằng thanh kiếm katana trong tay
Bốn nhân vật người chơi từ trò chơi đầu tiên, Roland, Lilith, Brick và Mordecai đều trở lại trong hình thức của NPC mà những nhân vật mới sẽ gặp trên Pandora, hoặc trong các nhiệm vụ khác nhau . Nhân vật không điều khiển được như Guardian Angel và Claptrap cũng trở lại để hỗ trợ người chơi trong quá trình nhiệm vụ. Các nhân vật từ trò chơi đầu tiên như thợ cơ khí Scooter, Tiến sĩ Zed và nhà khảo cổ học điên Patricia Tannis sẽ được gia nhập thêm bởi các nhân vật như người máy Sir Hammerlock và em gái Ellie của Scooter như nhân vật giao nhiệm vụ.
Một nhân vật điều khiển được thứ 5 (có sẵn như là một nội dung tải về), Gaige, là một cô gái tóc đỏ có cánh tay máy và là "Mechromancer" có thể triệu hồi một D374-TP "Deathtrap" - một cỗ máy khổng lồ được làm từ các bộ phận phế liệu, ban đầu được thiết kế để "răn đe kẻ bắt nạt " . Kỹ năng của nhân vật có thể được nâng cấp để sử dụng cho hàng loạt các cuộc tấn công của Deathtrap (trang bị với súng laser vác vai hoặc Explosive Clap cho kẻ thù tầm gần) hoặc có cú bắn của cô nảy lên ở bất kỳ bề mặt và bắn trúng mục tiêu hoặc tăng thiệt hại sau một cú hit liên tiếp nhưng mất đi độ chính sát .

## Phát triển
Một phần 4,6 GB của Borderlands 2 đã sẵn sàng tải về qua Steam vào ngày 14 tháng 9 năm 2012 , khi khách hàng tải về trò chơi sẽ bị mã hóa, chưa chơi được. Khi trò chơi được phát hành, khách hàng có thể mở khóa các tập tin trên ổ đĩa cứng của họ và chơi trò chơi ngay lập tức, mà không cần phải chờ đợi tải trò chơi. Borderlands 2 cũng sẽ có sẵn để tải về trên PlayStation Network vào ngày phát hành của nó đối với giá bán lẻ .
Vào ngày 20 tháng 8 năm 2012, đã có thông báo rằng một bộ truyện tranh Borderlands 4 số sẽ được phát hành trong tháng 11 gắn liền với Borderlands 2. Loạt truyện ngắn, Borderlands: Origins, được viết bởi Mikey Neumann và được xuất bản bởi IDW. Đây là câu chuyện về việc bốn Vault Hunters gốc đã làm thế nào để đến được với nhau vào mở đầu của Borderlands, bổ sung thêm cho cốt truyện của họ và thiết lập các sự kiện của cả hai trò chơi .

### Bản vá
Kể từ khi phát hành, một số bản vá lỗi cho PC đã được xuất bản để giải quyết các vấn đề kỹ thuật và cải thiện lối chơi tổng thể. Ngày 13 tháng 11 năm 2012, patch 1.2.0  đã được phát hành để sửa chữa một số vấn đề của trò chơi. Đáng kể nhất trong số này là lá chắn "The Bee" sẽ được giảm đi khả năng và hiệu quả và vũ khí, trang bị bị mod level (level bị sửa) quá 70 đều không sử dụng được .
Aspyr xử lý việc chuyển bản vá lỗi Borderlands 2 cho cho Mac và tuyên bố sẽ có một sự chậm trễ đồng bộ hóa các bản vá mới từ Gearbox Software . Khi các phiên bản không đồng bộ, người dùng Mac sẽ không thể tham gia hoặc tổ chức trò chơi với những người dùng PC cho đến khi cả hai trò chơi trên cùng một phiên bản.

## Nội dung tải về
Sẽ có ít nhất bốn gói (không bao gồm Mechromancer và Premiere Club) nội dung tải về (DLC) có sẵn cho Borderlands 2 trong những tháng tới trước tháng 6 năm 2013. Borderlands 2 Season Pass cho phép người chơi mua nó để truy cập 4 gói DLC cho Borderlands 2 với chi phí được giảm đi so với việc mua từng gói riêng. Nhân vật Mechromancer không nằm trong số đó. Một phiên bản hoàn chỉnh dự kiến sẽ đến các cửa hàng sau khi bốn DLCs được phát hành.

### Mechromancer Pack (Premiere Club)
Premiere Club là một bổ sung đặt hàng trước đi kèm với 3 khẩu súng vàng, relic, một chìa khóa vàng và nhận nhân vật có thể chơi thứ năm, Mechromancer. Chiếc chìa khóa vàng có thể được mua lại trong trò chơi để mở một hòm vàng, đặc biệt bao gồm súng hiếm, áo giáp hoặc mod. Ngày 9 tháng 10 năm 2012, nó trở nên công khai có sẵn như là một gói nội dung tải về. Tính đến ngày 17 tháng 10, nó đã được đổi tên thành Mechromancer Pack.
Mechromancer, sau đó tiết lộ được đặt tên là Gaige, lần đầu tiên được tiết lộ tại PAX East 2012  và được lên kế hoạch là nội dung tải về hậu phát hành vào ngày 16 tháng 10 năm 2012, nhưng đã được phát hành trên tất cả các hệ máy sớm hơn một tuần .

### Captain Scarlett and Her Pirate's Booty
Captain Scarlett and Her Pirate's Booty là gói nội dung tải về hậu phát hành đầu tiên và bao gồm các nội dung chiến dịch mới. Nó được phát hành vào ngày 16 tháng 10 năm 2012 . Cốt truyện diễn ra trong một sa mạc rộng lớn được sử dụng để là một đại dương. Captain Scarlett, một thuyền trưởng Sand Pirate, làm việc với người chơi để tìm kiếm kho báu Lost Treasure of the Sands của Captain Blade, trong khi nhiều lần nói rằng sẽ phản bội họ. Nó cũng giới thiệu các superbosses mới như "Hyperius Invincible" và một phương tiện di chuyển mới, Sandskiff, vốn chỉ có thể được sử dụng trong khu vực của DLC.

### Mr. Torgue's Campaign of Carnage
Mr. Torgue's Campaign of Carnage là chiến dịch tải về thứ hai  và được phát hành vào ngày 20 tháng 11 năm 2012. Cốt truyện của chiến dịch tập trung vào một Vault mới được phát hiện ở Pandora và được chôn ở trung tâm của "Crater Badass Badassitude"  và sẽ chỉ được mở "khi một nhà vô địch của Pandora cung cấp cho nó máu của kẻ hèn nhát tối thượng". Để tìm "nhà vô địch", Mr. Torgue, Giám đốc điều hành của nhà sản xuất vũ khí Torgue, thiết lập một giải đấu mà trong đó nhân vật người chơi có thể tham gia. Nó cũng có sự xuất hiện của Tiny Tina và Mad Moxxi. Khu vực mới cũng có một máy bán vũ khí tự động mới, bán chỉ toàn vũ khí Torgue cao cấp độc quyền và sử dụng một loại tiền tệ mới được gọi là Tokens Torgue . Các nhân vật và cốt truyện của Mr. Torgue's Campaign of Carnage rất giống với giải Vô địch Đấu vật Quốc tế và Mr. Torgue được giải thích như là một sự kính trọng cho đô vật "Macho Man" Randy Savage .

### Sir Hammerlock's Big Game Hunt
Sir Hammerlock's Big Game Hunt là nội dung tải về thứ ba và được phát hành vào ngày 15 tháng 1 năm 2013 . Cốt truyện tập trung vào cuộc đi săn lớn ở lục địa rừng rậm, đầm lầy Aegrus được tổ chức bởi Sir Alistair Hammerlock. Ở DLC này, Vault Hunter sẽ đối mặt với 1 "hiểm họa": một kẻ tự xưng là giáo sư Nakayama,một nhà khoa học của tập đoàn Hyperion, sẽ hồi sinh Handsome Jack bằng việc nhân bản vô tính từ DNA của hắn. Và thế là Vault Hunter cùng với sự hỗ trợ của Sir Hammerlock bắt đầu cuộc hânh trình ngăn chặn giáo sư Nakayama. DLC được lấy cảm hứng từ lịch sử nước Mỹ thời tổng thống Theodore Roosevelt cũng như niềm yêu thích săn bắn của Roosevelt. DLC còn mang đến cho người chơi nhiều vũ khí và skin hơn, một phường tiên đi lại mới là Fan Boat cũng như cho ra mắt superboss mới là Voracidous the Invincible và Dexiduous the Invincible.

### Tiny Tina's Assault on Dragon Keep
Tiny Tina's Assault on Dragon Keep là nội dung tải về thứ tư và được phát hành vào ngày 25 tháng 6 năm 2013. Cốt truyện xoay xung quanh Tina và nhóm Vault Hunter cũ tập trung ở Sanctuary và cùng nhau chơi trò chơi bản mang tên Bunkers & Baddasses. Tròng trò chơi, người chơi sẽ được các anh hùng (thực ra là Vault Hunter) trên hành trình đánh bại tên phù thủy độc Handsome Sorcerer để giải cứu Nữ Hoàng và khôi phục bình yên và ánh sáng cho thế giới. Sau sự kiện này, Tina cũng đã có thể chấp nhận cái chết của Roland cũng như tri ân anh. DLC được lấy cảm hứng rất nhiều từ phim ảnh, các show truyền hình, các tựa game fantasy như Game of Throne, Dark Souls..., điển hình rõ ràng nhất là bản thân trò chơi Bunker & Baddasses được lấy từ trò chơi bảng nổi tiếng Dungeons & Dragons. Có rất nhiều nhân vật đều được dựa trên các nhân vật trong cốt truyện chính của game. Cũng như các dlc trên, Tiny Tina's Assault on Dragon Keep cũng mang đến cho người chơi rất nhiều vũ khí, skin cũng như superboss mới mang tên The Ancient Dragons of Destruction.

### Headhunter Pack
Headhunter là các gói nội dung nhỏ được lấy cảm hứng từ các ngày lễ ngoài đời nhưng dưới phong cách và hài hước của bordelands 2. Hiện nay có tất cả 5 dlc Headhunter đã dươc phát hành, mỗi dlc có nội dung khác nhau, mang đến cho người chơi nhiều skin và loot tốt hơn.
T.K. Baha's Bloody Harvest: được dựa trên lễ hội Halloween, đánh dấu sự trở lại của T.K Baha và cuộc hành trình ở vùng đất người chết.
The Horrible Hunger of the Ravenous Wattle Gobbler: được dựa trên ngày lễ Tạ Ơn, các Vault Hunter tham gia chương trình "Hunger for Violence Extravaganza" được tổ chức bởi Mister Torgue.
How Marcus saved Mercenery Day: được dựa trên ngày lễ Giáng Sinh, hành trình giải cứu Mercenery Day khỏi lời nguyền của tên người tuyết khổng lồ Mister Tinder Snowflake.
Mad Moxxi and the Wedding Day Massacre: dựa trên ngày lễ tình yêu Valentine, các Vault Hunter được Mad Moxxi nhờ giúp đỡ việc tạo ra cuộc hôn nhân của 2 gia tộc Zaford và Hodunk vốn đã thù dịch nhau từ trước để tạo ra hòa bình cho gia tộc.
Sir Hammerlock vs. the Son of Crawmerax: dựa trên kì nghỉ hè, các Vault Hunter được Sir Hammerlock mời đến đi săn Son of Crawmerax ở đảo Wam Bam.

### Psycho Pack
Psycho pack là 1 gói mang đến 1 vault hunter mới, Krieg the Psycho được phát hành vào ngày 14 tháng 5 năm 2013.
Đây là Vault Hunter đa nhân cách với phong cách thuần cận chiến với cây rìu lưỡi cưa của mình, cùng với các bộ kĩ năng thuyên mạnh về sức mạnh cận chiến cũng như sức chịu đựng.

### Ultimate Vault Hunter Pack
Ultimate Vault Hunter Pack là gói nâng cấp cho game. Người chơi sẽ có thêm chế độ thứ 3 là Ultimate Vault Hunter, sau 2 chế độ trước là Normal và True Vault Hunter. Trong chế độ này, người chơi sẽ có nhiều cấp độ hơn 50, kẻ địch trong game sẽ luôn bằng hoặc hơn cấp của người chơi, cùng với đó là sức mạnh của kẻ địch cũng tăng lên đáng kể, sức chịu đựng, máu, sát thương đều được tăng gấp ba lần, cùng với khả năng phục hồi đáng kể. ngoài ra tỉ lệ rớt vũ khí chất lượng tốt cũng tăng lên, kẻ địch gần như sẽ luôn rớt đạn dược và bình máu sau khi bị giết. Ở chế độ này, người chơi cần phải sử dụng Nguyên tố Slag để có thể đánh bại kẻ địch bởi chúng được nhân ba lần sức chịu đựng. Ultimate Vault Hunter Pack có tới 2 gói. Pack 1 mở ra chế độ Ultimate Vault Hunter và nhận thêm 11 cấp. Pack 2 cho người chơi thêm 11 cấp đô (đạt đến tối đa cấp 72), ngoài ra cho thêm 1 map mới là The Raid on Digistruct Peak và mở ra chế độ OverPower(OP) sau khi người hoàn thành thử thách Digistruct Peak ở cấp 72. Overpower là chế độ mà người chơi sẽ luôn đối mặt với kẻ thù có cấp độ cao hơn mình. Sau khi hoàn thành Digistruct Peak tại 1 cấp độ OP, người chơi sẽ thăng lên 1 cấp độ OP, tối đa là 8. Mỗi một cấp độ OP là 1 cấp độ chêch lệch của kẻ địch so với người chơi (người chơi đạt OP 6 thì kẻ địch sẽ ở khoảng cấp độ 78 so với người chơi là 72). Vũ khí cũng sẽ tỉ lệ thuận với cấp độ OP của người chơi.

### Commander Lilith & the fight for Sanctuary
Commander Lilith & the fight for Sanctuary là nội dung tải về thứ năm và cũng là cuối cùng được phát hành vào ngày 6 tháng 6 năm 2019.  Cốt truyện xoay quanh sau sự kiện chính của Bordelands 2 và Tales from Borderlands, Sanctuary bị tấn công bởi 1 tiểu đoàn của Dahl bị bỏ rơi, lãnh đạo bởi Đại tá Hector. Hector chiếm được Sanctuary và Vault key. Hắn âm mưu rải khí độc lây nhiễm khiến cho toàn bộ các sinh vật của Pandora thành các "zombie". Hắn tin rằng điều hắn làm sẽ biến Pandora thành 1 thiên đường mà hắn từng ao ước. Đứng nguy cơ diệt vong, Crimson Raider lên kế hoạch và hành động dể ngăn chặn âm mưu của Hector trước khi mọi thứ trở nên quá muộn.
Ở pack này, người chơi được nhận thêm 8 cấp độ nữa (tối đa cấp độ 80), 2 cấp độ OP (tối đa OP 10), mở ra màu súng Rainbow, nhiều vụ khí hơn, Fast Travel giờ đây cũng đã được thêm phân loại map theo cốt truyện chính và dlc, ví dụ như Sanctuary, Three Horn Divide được xếp vào phân loại Borderlands 2 trong khi Hunter's Grotto sẽ được xếp vào phân loại Hammerlock's Hunt. Người chơi giờ đây có quyền được tạo nhân vật ở cấp độ 30, và nhân vật sẽ ở nhiệm vụ cuối cùng trong cốt truyện chính Talon of God cùng với các trang bị mà game cung cấp.

## Đánh giá
Borderlands 2 nhận được nhiều lời khen ngợi. Các trang web đánh giá tổng hợp GameRankings và Metacritic cho phiên bản PlayStation 3 90,50% và 91/100 , phiên bản PC 90,10% và 89/100  và phiên bản Xbox 360 89,26% và 89/100 [34] . IGN trao tặng cho trò chơi số điểm 9,0 trên 10, ca ngợi ý nghĩa hài hước của trò chơi, cấu trúc thế giới và hệ thống RPG, trong khi cảm thấy thất vọng bởi việc trò chơi thiếu các tùy biến hình ảnh và việc chia sẻ loot trong quá trình chơi co-op. Họ nói rằng trò chơi có khoảng 30 giờ chơi và có giá trị chơi lại nhiều lần . IGN cũng đề cử trò chơi là một trong mười game vào vòng chung kết của Game of the Year 2012 . Game Informer cho trò chơi số điểm 9,75 trên 10, tuyên bố rằng trò chơi là một trong những "kinh nghiệm chơi game xứng đáng nhất" của thế hệ console hiện tại  Borderlands 2 cũng thắng giả trò chơi của năm bởi X-Play.
Borderlands 2 là một trong những game bán chạy nhất năm 2012 với số lượng hơn 5 triệu bản kể từ khi trò chơi được phát hành vào tháng 9 năm 2012 .
Borderlands 2 cũng được đề cử cho 5 giải thưởng Spike TV Video Game Awards năm 2012: "Best Xbox 360 Game", "Best PS3 Game", "Best Shooter", "Best Multiplayer Game", và "Best DLC" (Mechromancer Pack). Nam diễn viên Dameon Clarke cũng được đề cử cho hạng mục "Best Performance By a Human Male" cho vai trò của ông là Handsome Jack. Cuối cùng, Claptrap cũng nằm trong giải "Nhân vật của Năm" của người xem 
Borderlands 2 giành được giải "Best Shooter" , "Best Multi-Player Game" , "Best Performance By a Human Male", và "Character Of The Year" .